# Sarah Walsh
Sarah Walsh (Camden, 11 de janeiro de 1983) é uma ex-futebolista australiana que atuava como atacante.

## Carreira
Walsh representou a Seleção Australiana de Futebol Feminino, nas Olimpíadas de 2004. 